# Doc Scurlock
Josiah Gordon Scurlock, detto Doc (11 gennaio 1849 – 25 luglio 1929), è stato un pistolero statunitense, uno dei membri fondatori del gruppo dei Regolatori durante la Guerra della contea di Lincoln nel Nuovo Messico, Scurlock cavalcò con uomini come Billy the Kid.

## Biografia
Nacque nella Contea di Tallapoosa, in Alabama, l'11 gennaio 1849, sesto di undici figli di Priestly Norman Scurlock (3 luglio 1806 - 22 giugno 1876) e Esther Ann Brown (19 giugno 1819 - 1º giugno 1903). Josiah disse di aver studiato medicina a New Orleans, ricevendo così il suo soprannome "Doc".
Descritto come un uomo alto 173 cm e pesante 68 kg, con occhi marroni e capelli biondo scuro, Doc andò in Messico intorno al 1870. Mentre era lì, ebbe una discussione con un altro uomo riguardo a una partita a carte ed estrassero le pistole. L'uomo sparò per primo ed il proiettile attraversò la bocca di Doc, rompendo i suoi incisivi e uscendo da dietro il collo senza danni seri. Velocemente rispose al fuoco, uccidendo l'uomo che gli aveva sparato.
Tornò negli Stati Uniti d'America nel 1871 e lavorò come line rider per John Chisum. Lui ed un altro mandriano proteggevano Chisum ed i suoi allevamenti di bovini nel caso che dei ladri di bestiame volessero depredarli. Una volta, durante nel 1873, Doc e Jack Holt furono sorpresi da un gruppo di indiani e Holt fu ucciso. Scurlock si rifugiò dietro ad alcune rocce e, dopo una lunga battaglia, uccise il capo indiano. Durante la notte, scivolò via e camminò per 32 km in cerca d'aiuto. Qualche tempo dopo la battaglia, il corpo di Holt fu presumibilmente parzialmente smembrato, dato che il suo braccio destro venne trovato rimosso dal corpo fino al gomito.
Nel settembre del 1875, il compagno di Scurlock, Newt Higgins, fu ucciso dagli indiani. Egli rimase così sconvolto da questo incidente che disse a Chisum che voleva licenziarsi. Chisum, tuttavia, non ne volle sapere e si rifiutò di pagarlo. Scurlock finì sui giornali quando rubò tre cavalli, due selle, un fucile e partì per l'Arizona. Chisum mandò alcuni suoi uomini a caccia di Scurlock e lo presero ma dopo che spiegò che aveva rubato quelle cose perché Chisum non aveva voluto pagarlo, lo lasciarono andare.
In Arizona, incontrò Charlie Bowdre e i due aprirono un caseificio sul fiume Gila. Alcuni dei discendenti di Scurlock e di Bowdre hanno detto che uno dei loro primi dipendenti fu Billy the Kid. Dopo che chiusero il caseificio, nella primavera del 1876, Scurlock e il suo migliore amico, Bowdre, tornarono nella Contea di Lincoln, in Nuovo Messico, dove comprarono, a credito, un ranch su un terreno di pubblico dominio sul Rio Ruidoso da L.G.Murphy, che li rese vittime del monopolio della L.G.Murphy & Co.
Scurlock, Bowdre, Frank Coe, George Coe e Ab Saunders attaccarono la prigione di Lincoln il 18 giugno 1876 e liberarono il ladro di bestiame Jesus Largo dalla custodia dello sceriffo Saturnino Baca. Portarono Largo fuori dalla città e lo impiccarono. Scurlock accidentalmente colpì e uccise il suo amico, Mike G. Harkins, manager del negozio di John H. Riley a Blazer's Mill, mentre stava analizzando una pistola il 2 settembre 1876.
Il 19 ottobre 1876, Scurlock si sposò con Maria Antonia Miguela Herrera (13 giugno 1860 - 27 novembre 1912) a Lincoln. Intorno allo stesso periodo, la sorella, Manuela Herrera, si sposò con Bowdre, ciò rese Bowdre il cognato di Scurlock. Dall'unione di Scurlock e di Maria nacquero dieci figli.

## La guerra della contea di Lincoln
Per oltre un anno, Scurlock fu in diverse posse per inseguire e arrestare i ladri di cavalli. Lui, Bowdre ed altri linciarono alcuni dei ladri che avevano catturato. Nel gennaio del 1877, Scurlock e un vicino, George Coe, furono arrestati dallo sceriffo William J. Brady per il sospetto di nascondere un fuggiasco assassino e membro della banda di Jesse Evans chiamato Frank Freeman e ricevettero un duro trattamento da Brady. Furono probabilmente torturati ma poi liberati. Nell'ottobre del 1877, la banda di Evans rubò dei cavalli appartenenti a John Tunstall, Alexander McSween e Richard "Dick" Brewer dal ranch di Brewer sul Rio Ruidoso. Scurlock e Bowdre, così come Brewer, partirono alla ricerca della banda di Evans e la localizzarono ma non furono in grado di riprendersi i cavalli rubati.
Dopo che Tunstall fu ucciso, nel febbraio del 1878, Scurlock divenne uno dei membri fondatori dei Regolatori e venne coinvolto nella maggior parte delle battaglie della Guerra della Contea di Lincoln. Nella Sparatoria di Blazer's Mill, il 4 aprile, Scurlock venne colpito alla gamba da Buckshot Roberts. Scurlock, in seguito, divenne il terzo ed ultimo leader dei Regolatori, dopo che i precedenti leader Dick Brewer e Frank McNab furono uccisi.
Scurlock fu vice sceriffo sotto lo sceriffo John Copeland che era dalla parte di McSween. il 14 maggio 1878 guidò una posse di 18 o 20 uomini, che includeva Billy the Kid, Bowdre, George Coe, Brown e Scroggins, all'allevamento di bestiame di Dolan-Riley, apparentemente in cerca di quelli implicati nell'assassinio di McNab e del ferimento di Saunders. Secondo Riley, rubarono 26 cavalli e 2 muli, uccisero un mandriano chiamato Wair, un indiano Navajo impiegato come cuoco e un ragazzo di 15 anni chiamato Johnny. Tuttavia, i soci di W.T.Thornton e Thomas B. Catron riportarono che quest'ultimi due furono solamente feriti. Lo scrittore Robert M. Utley disse che catturarono un uomo chiamato "Indian" Manuel Segovia, il probabile assassino di McNab e che gli spararono mentre cercava di scappare.
Da quando Catron pignorò le proprietà di J.J Dolan & Co, i cavalli sembravano essere stati di sua proprietà. Come risultato della sua forte protesta al governatore, Copeland fu rimosso come sceriffo a causa del suo rifiuto nello schierarsi con la fazione Murphy-Dolan. Il ride da parte dei Regolatori comportò la rimozione di uno dei loro compagni da una posizione di autorità e la sostituzione con George Peppin, che era comunque fortemente legato all'altra parte.
Quando Billy tentò di fare un accordo col governatore Lew Wallace, Scurlock fu catturato e tenuto in custodia con lui. Fu tenuto per il sospetto dell'omicidio di "Buckshot" Roberts. Quando l'accordo con Wallace fallì, a Billy e a Scurlock fu detto che sarebbero stati accusati. Di fronte all'estradizione per omicidio, il 17 giugno 1879, Billy e Scurlock si allontanarono da Lincoln e lo sceriffo Kimball non fece niente per fermarli. Ad agosto Billy e soci rubarono un gran numero di bestiame a Chisum. Dopo che Chisum li mandò dietro una posse, Scurlock decise di andarsene dalla banda.
Intorno a ottobre o novembre del 1879, Scurlock si spostò in Texas, dove si stabilì e divenne un cittadino molto rispettato. Sul censimento del 1880 nella contea di Potter, Texas, teneva la stazione postale.
Dock Scurlock morì all'età di 80 anni per un attacco di cuore a Eastland, Texas. È sepolto nel cimitero della città di Eastland, insieme a sua moglie e altri membri della famiglia.

## Rappresentazioni cinematografiche
Nel film Western, Young Guns - Giovani pistole, Scurlock è stato interpretato da Kiefer Sutherland, nella veste di un gentile, morale e poetico cowboy. Alla fine del film, Scurlock lasciò il gruppo di Billy the Kid, fuggendo dal New Mexico con una donna asiatica, di cui si era innamorato precedentemente, nella speranza di cominciare una nuova vita ad Est.
Nel sequel, Young Guns II - La leggenda di Billy the Kid, Scurlock (di nuovo interpretato da Sutherland) lavora come insegnante nella città di New York, quando viene arrestato e riportato nel New Mexico, dove viene salvato dall'impiccagione dal Kid. Si riunisce alla squadra di Billy e viene ferito a morte in un'imboscata guidata da John W. Poe, interpretato da Viggo Mortensen, quando esce dal loro nascondiglio. Di nuovo dentro, si allontana barcollando per essere ucciso in una grandinata di proiettili. Questo si basa sulla morte di Charlie Bowdre in un'imboscata organizzata da Pat Garrett. In effetti Scurlock era sposato con una donna messicana nel 1876 e morì pacificamente in Texas molti anni dopo il periodo di tempo coperto dal film. La sceneggiatura originale di "Young Guns II" interpreta accuratamente Scurlock mentre parte per il Texas con la sua sposa. È stato riferito che Kiefer Sutherland, di fronte a dei conflitti di programmazione, rifiutò di tornare al franchise di Young Guns a meno che il suo personaggio non fosse morto nel film "Stinking Springs Shoot Out". Lo scrittore John Fusco combatté contro questa richiesta, ma alla fine dovette riscrivere la scena per adattarsi al programma di Sutherland.